# Werbung, Baby!
Werbung, baby! — альбом финской группы Eläkeläiset, выпущенный в 1999 году на финском звукозаписывающем лейбле «Stupido Records». Альбом содержит хумппа-версии композиций различных известных исполнителей.

## Список композиций
1. Hump (Van Halen — Jump) — 2.27
2. Humppakonehumppa (Мередит Брукс — Bitch) — 3.15
3. Humppamedia (Kent — Om du var här) — 3.09
4. Punakka humppa (Aerosmith — Pink) — 2.34
5. Peljätty humppa (Carl Douglas — Kung-Fu Fighting) — 2.23
6. Humpan alla (Red Hot Chili Peppers — Under The Bridge) — 2.58
7. Humppaa, saatanat! (Spencer Davis Group — Gimme Some Lovin') — 2.17
8. Kuusessa hevon (Eric Clapton — Tears In Heaven) — 2.37
9. Lierohumppa (Elvis Presley — Suspicious Minds) — 2.29
10. Paratiisihumppa (Stevie Wonder — Pastime Paradise) — 3.07
11. Humppatarzan (Foo Fighters — Monkeywrench) — 2.04
12. Poltettu humppa (Midnight Oil — Beds Are Burning) — 3.23
13. Humppauhraus (Kiss — I Love It Loud) — 3.03
14. Humppakummitus (Chumbawamba — Homophobia) — 2.35
15. Humppabarbi (Aqua — Barbie Girl) — 2.10
16. Tervetuloa mehtään (Guns N' Roses — Welcome to the Jungle) — 2.08
17. Hotelli Helpotus (The Eagles — Hotel California) — 4.04
18. Humppaan itsekseni (Billy Idol — Dancing With Myself) — 4.03